# Salacia arborea
Salacia arborea là một loài thực vật có hoa trong họ Dây gối. Loài này được (Leandro) Peyr. miêu tả khoa học đầu tiên năm 1878.